# باري كوان
باري كوان (بالإنجليزية: Barry Cowan)‏ هو صحفي أيرلندي، ولد في 1 فبراير 1948، وتوفي في 16 يونيو 2004.